# Stefan Wahlberg
Stefan Wahlberg, Stockholm, är en svensk journalist, juridisk konsult, TV-producent och programledare. 
Stefan Wahlberg har bland annat varit  chefredaktör för Dagens Juridik,  redaktionschef och chefredaktör för tidningen Resumé, reporter och chef för rättsredaktionen vid tidningen Expressen, samt rättslig kommentator och krönikör i Tidningsutgivarnas publikation Medievärlden och tidningen Metro. Han är medlem i och donator för den antirasistiska stiftelsen och tidskriften Expo.
Wahlberg har även undervisat vid bland annat Stockholms universitet, Polishögskolan under 1990-talet och åklagarutbildningen under 2000-talet.[när?]

## Karriär
I mitten på 1990-talet började Wahlberg arbeta om TV3:s program Efterlyst. Han har därefter varit TV-producent och/eller redaktör för program som Aschberg & Co, , Efter Tsunamin, Godnatt Sverige, Jakten på en mördare, Kontrollkommissionen, Lex Alonzo, Middag med Bildt, Ondska, Rättens tjänare och Svenska Mord.
I januari 2001 började Wahlberg på tidningen Resumé som redaktionschef. Han blev senare chefredaktör och ansvarig utgivare för tidningen. Han efterträddes av Viggo Cavling i februari 2004. Han återgick då till Strix Television för att arbeta som programutvecklare och producent.
Somrarna 2004 och 2005 sändes nostalgiserierna 74-83 och 84-93 ledda av Carolina Norén i Sveriges Radio P4 där Wahlberg medverkade som kriminalkrönikör.
Parallellt med journalistiken har Wahlberg drivit ett stort antal rättsprocesser mot det allmänna där pilotfallet om det så kallade zonparkeringsförbudet, som tidigare gällde i Stockholms innerstad, fick stor uppmärksamhet. Wahlberg vann slutgiltigt målet i Svea hovrätt 1999. Han har också vunnit ett flertal mål om offentlighetsprincipen när det gäller allmänna handlingar i kammarrätter, Högsta domstolen och Högsta förvaltningsdomstolen.
I april 2008 utkom Wahlberg med rapporten Ett oavvisligt allmänintresse - om mediedrev och politiska affärer (utgiven av Timbro) där han granskade mediernas agerande vid så kallade politiska affärer. En av rapportens slutsatser är att journalister är dåliga på att granska beslut som fattas inom rättsväsendet i lägen då stora demokratiska värden står på spel. Rapporten visar också på ett stort mått av konformism och obenägenhet bland journalister att lämna den inslagna huvudfåran. Rapporten fick stor uppmärksamhet. Bland annat skrev dåvarande högskole- och forskningsminister Lars Leijonborg i sitt nyhetsbrev att den borde användas vid landets journalistutbildningar.
I maj 2009 utkom Wahlberg med barnboken Hilding Vilding - Fixeli-Fix-Äventyret och Silverpengen, utgiven av Karolinska Universitetssjukhuset inom den medicinsk-pedagogiska verksamheten för barn som ska opereras och/eller få narkos vid Astrid Lindgrens Barnsjukhus. Boken är illustrerad av formgivaren Tintin Timén och har som första upplaga tryckts i 10 000 exemplar.
Wahlberg fick ett uppdrag av EU-kommissionen som expert på tryck- och yttrandefrihetsfrågor inom ramen för European Union Philippines Justice Support Programme (EPJUST) 2010. Projektet genomfördes på uppdrag av den filippinska regeringen i syfte att komma till rätta med den stora mängd utomrättsliga avrättningar som drabbat filippinska medborgare.
Den 19 mars 2012 blev Wahlberg chefredaktör för Dagens Juridik efter att tidigare ha varit kolumnist i tidningen. I februari 2014 startade tidningen TV-programmet Veckans Juridik där Wahlberg var programledare i fem år.

## Källhänvisningar
1. ↑  Libris, Kungliga biblioteket, SELIBR-ID: 325863, läst: 9 oktober 2017.[källa från Wikidata]
2. ↑  Chefredaktören som vann mot staden – så blev Stefan Wahlberg ”Mr. parkeringsjurist”, Resumé, 5 november 2017
3. ↑  Viggo Cavling tar över Resumé, Resumé, 23 januari 2004
4. ↑  P4 satsar på nostalgi i sommar i programserien "74-83" Arkiverad 1 september 2018 hämtat från the Wayback Machine., Sveriges Radio, 17 juni 2004
5. ↑  SR, P4 2005-07-11, Svensk Mediedatabas
6. ↑  Stefan Wahlberg förstärker redaktionen, Dagens Juridik, 16 mars 2012
7. ↑  Dagens Juridik får eget tv-program, Resumé, 14 februari 2014